# 楚简王
楚簡王（—前408年），原名熊中，又稱柬王，楚惠王之子。前431年，楚惠王去世后，熊中即位为楚王，在位24年。

## 政绩与战事
楚简王元年（前431年），北伐灭莒国（今山東莒縣） ，并将莒地设为邑。
根据清华竹书《系年》，楚简王七年（公元前422年），楚应宋悼公请，城黄池、雍丘，三晋率师围黄池。次年，楚人夺宜阳，围赤岸，三晋救赤岸，楚人舍围与三晋战于楚长城，楚师宵遁。
楚簡王十九年（前413年），楚国伐魏，攻至上洛（今陕西洛南） ，並三度圍攻宋國都城。

## 柬大王泊旱
该文献来自上海博物馆藏战国楚竹书第四辑。《柬大王泊旱》现存23支简，共601字，每支简长约24厘米。原文无篇题，整理者濮茅左根据全篇首句为其定名。根据考释，“柬大王”一名亦出现在江陵望山沙冢楚墓的竹简中，指的即史书中的楚简王。该文献记载了楚简王在位时疾病和楚国大旱两件事。
根据季旭升的观点，楚简王的疾病实际上是由大旱引发的。简王因病占卜询问应祭祀哪位神明，但在卜后要求掌管卜筮的𬥦尹“速祭”时遭到拒绝。太宰晋侯认为，简王不坚持速祭是对礼制的尊重，天神自会保佑。令尹子林则劝告太宰提醒简王，旱灾是“旱母”降下的惩罚，旨在警示不善治国的君主。简王接受劝谏，诚心祭祀，最终天降大雨。此文反映了楚国祭祀制度，强调君主应遵守礼制以避免天灾。

## 去世与继承
楚简王二十四年（前408年）去世，其子熊当继位（楚声王）。

## 后代
据推测，战国时期楚国公族景氏可能为楚简王之后，因为“景”与“简”同音，有假借的可能。景氏家族世代担任楚国相职，其中景翠、景鲤、景舍等人尤为显赫。后代中有景差，以其赋诗才华著称。
《汉高纪》记载，东阳人立景驹为楚王。文颖注释称，景驹为楚族景氏的成员。高帝九年，齐楚大族被迁往关中，其中包括景氏、昭氏、屈氏、田氏、怀氏等五大姓，均有在当地发展其土地和宅地，诸如好畤和华阳的景氏家族便为其中之一。